# جمعية الكشافة والمرشدات السلوفينية الكاثوليكية
جمعية الكشافة والمرشدات السلوفينية الكاثوليكية هي المنظمة التوجيهية الوطنية في سلوفينيا. وهي جمعية كشفية مستقلة تطوعية شبابية وتعليمية ومفتوحة في سلوفينيا، تأسست عام 1990 وتعتبر عضواً في الجمعية العالمية للمرشدات وفتيات الكشافة.

## روابط خارجية
- جمعية الكشافة والمرشدات السلوفينية الكاثوليكية

‌